# アレキサンダー・ビロドウ
アレキサンダー・ビロドウ（Alexandre Bilodeau、1987年9月8日 - ）は、カナダのモントリオール出身のモーグルスキーヤーである。

## 経歴
2004-2005シーズンにノースアメリカンカップで優勝したことでカナダのモーグル代表に選ばれ、2005-2006シーズンに18歳でワールドカップとトリノオリンピックに初出場した。ワールドカップでは初出場ながらわずか3戦目で初優勝、第7戦でも優勝してシーズン2勝を上げ総合2位に入り、カナダ期待の新生として若きエースとなる。18歳以下での優勝は男子モーグルではジャン＝リュック・ブラッサール以来史上2人目で、18歳での2勝は初の快挙である。また、第3戦の18歳と4ヶ月の優勝はジャン＝リュック・ブラッサールの18歳と5ヶ月を僅かに1ヶ月上回り、男子モーグル最年少優勝記録保持者（2010年現在）となった。オリンピックの選手にも選ばれたが、トリノオリンピックでは11位に終わった。優勝候補の新生と期待されながらも2年目、3年目は何度も表彰台に上がるも優勝はできず、2年目総合3位、3年目総合4位と順位を落していき、カナダのトップの座もヴィンセント・マーキスに奪われる。4年目の2008-2009シーズンも序盤は2位が続き優勝には至らなかった。しかし、5戦目で優勝するとそこから5連勝して最終戦を待たずに総合優勝を決める。終わってみれば9戦で優勝5回、2位3回、4位1回と常に上位に入り、最終的には2位と200ポイント以上の差が開くという圧倒的な強さであった。さらに同シーズンはオーバーオール総合優勝も手にしている。また、2008-2009のシーズン終了時点でワールドカップ通算40戦で表彰台が19回と表彰台に登る確率が5割に迫るという驚異的な数字を持つ。2009年フリースタイルスキー世界選手権ではワールドカップ2008-2009シーズンの活躍から本命と目されていたがシングルではミスにより8位に終わる。しかし、デュアルでは本命として期待通りの優勝を果たし、金メダルを獲得した。2010年バンクーバーオリンピックで、前回大会覇者のデイル・ベッグ＝スミスを破り、金メダルを獲得した。

## 滑りとエア
ワールドカップ初出場のシーズンにモーグルではまだ誰も飛んでいないダブルフルを飛び、注目を集めた。ダブルフルやコーク1080といった高難度の技を持つが、難しいエアを多用することから安定感に欠けていた。優勝した2008-2009シーズンでは安定感を求めてコーク1080を使用せず、バックフルやバックフリップを中心に時々ダブルフルを使用していた。滑りに関してもワールドカップ参戦当初は抜群のスピードを持つものの、ターンの技術が低い評価を受けて点数が出ないこともあったが、2008-2009シーズンにはターンにおいても高い評価を受けて高得点を獲得している。

## マテリアル
- スキー板 - Hart
- ブーツ - Tecnica
- ストック - Hart
- ゴーグル - Oakley

## 主な成績

### ノースアメリカンカップ
- 2003-2004シーズン　3戦出場、最高5位
- 2004-2005シーズン　8戦2勝
  - 第2戦ファーニー（カナダ）デュアル優勝
  - 最終戦モン・セント・アン（カナダ）シングル優勝

### オーストラリアンニュージーランドカップ
- 2005年　3戦出場、最高2位
- 2006年　2戦2勝
  - 第1戦シングル優勝
  - 第2戦シングル優勝
- 2007年　1戦1勝
  - 第3戦デュアル優勝

### ワールドカップ

#### 戦績表
| シーズン  | シングル | シングル | シングル | シングル | シングル | シングル | デュアル | デュアル | デュアル | デュアル | デュアル | デュアル | シングル デュアル 統合成績 | オーバーオール 総合成績 |
| シーズン  | 大会数   | 出場数   | 1位      | 2位      | 3位      | 総合成績 | 大会数   | 出場数   | 1位      | 2位      | 3位      | 総合成績 | シングル デュアル 統合成績 | オーバーオール 総合成績 |
| --------- | -------- | -------- | -------- | -------- | -------- | -------- | -------- | -------- | -------- | -------- | -------- | -------- | -------------------------- | ----------------------- |
| 2005-2006 | 11戦     | 11戦     | 2回      | 1回      |          | -        |          |          |          |          |          |          | 2位                        | 6位                     |
| 2006-2007 | 7戦      | 7戦      |          | 2回      | 2回      | -        | 3戦      | 3戦      | 最高4位  | 最高4位  | 最高4位  | 4位      | 3位                        | 7位                     |
| 2007-2008 | 7戦      | 7戦      |          | 1回      | 1回      | -        | 3戦      | 3戦      |          |          | 2回      | -        | 4位                        | 12位                    |
| 2008-2009 | 5戦      | 5戦      | 3回      | 2回      |          | -        | 4戦      | 4戦      | 2回      | 1回      |          | -        | 優勝                       | 優勝                    |
| 通算成績  | -        | 30戦     | 5回      | 6回      | 3回      | -        | -        | 10戦     | 2回      | 1回      | 2回      | -        | -                          | -                       |

#### 優勝・受賞歴
- 2005-2006シーズン
  - ルーキーオブザイヤー
  - 第3戦モンガブリエル（カナダ）シングル優勝、第7戦スピンドレルフ・ムリン（チェコ）シングル優勝
- 2008-2009シーズン
  - 第5戦サイプレス（カナダ）シングル優勝、第6戦オーレ（スウェーデン）シングル優勝、第7戦オーレ（スウェーデン）デュアル優勝、第8戦ボス（ノルウェー）シングル優勝、第9戦ラ・プラーニュ（フランス）シングル優勝

### 世界選手権
- 2007年マドンナ・ディ・カンピーリオ大会
  - シングル14位
  - デュアル5位
- 2009年猪苗代大会
  - シングル8位
  - デュアル優勝

### オリンピック
- 2006年トリノオリンピック：11位
- 2010年バンクーバーオリンピック：優勝
- 2014年ソチオリンピック：優勝